# Canton de Vichy
Le canton de Vichy est un ancien canton français. Formé en 1892, il a disparu en 1973 lors de sa division en deux cantons, Vichy-Nord et Vichy-Sud.

## Histoire et représentation
Le canton de Vichy a été créé par la loi du 12 mai 1892 .

### Conseillers généraux de 1892 à 1973
| Période | Période      | Identité            | Étiquette     | Qualité |
| ------- | ------------ | ------------------- | ------------- | --- |
| 1892    | 1898         | Georges Durin       | Gauche        | Avocat - Ancien maire de Vichy (1879-1892), ancien conseiller d'arrondissement du canton de Cusset                                                                       |
| 1898    | 1910         | François Givois     | Rad.          | Pharmacien à Vichy |
| 1910    | 1927 (décès) | Eugène Baratier     | Rad.          | Propriétaire Premier adjoint au maire de Vichy |
| 1927    | 1928         | Gaston Vidal        | PRS           | Instituteur Conseiller municipal de Vichy Sous-secrétaire d'État (1921-1924) Député (1919-1924)                                                                          |
| 1928    | 1940         | Pierre-Victor Léger | Rad. ind.     | Pharmacien Maire de Vichy (1929-1944) Nommé conseiller départemental en 1942                                                                                             |
|         |              |                     |               | |
| 1945    | 1950 (décès) | Pierre-Victor Léger | Rad. ind.-RPF | Ancien pharmacien |
| 1950    | 1961         | Lucien Lamoureux    | Rad.          | Maire de Viplaix Ancien Ministre (1928-1940) Ancien Député (1919-1940)                                                                                                   |
| 1961    | 1967 (décès) | Pierre Coulon       | CNIP          | Directeur de la Société bourbonnaise des applications du fil métallique, à Cusset Député (1958-1962) Maire de Vichy (1950-1967) Président du Conseil général (1961-1967) |
| 1967    | 1973         | Georges Frelastre   | DVD           | Professeur de droit Elu en 1973 dans le Canton de Vichy-Sud |

### Conseillers d'arrondissement de 1892 à 1940
Le canton de Vichy avait deux conseillers d'arrondissement.
| Période                                  | Période      | Identité                      | Étiquette   | Qualité |
| ---------------------------------------- | ------------ | ----------------------------- | ----------- | --- |
| 1892                                     | 1893 (décès) | Claude Desbret                |             | Pharmacien à Vichy                                                                                          |
| 1893                                     | 1918 (décès) | Sébastien Lacarin (1853-1918) | Républicain | Juge au Tribunal de commerce, Président du Conseil d'arrondissement, conseiller municipal de Vichy          |
| 1898                                     | 1907         | Jean-Georges Guerrier         | Rad.        | Maire de Saint-Yorre                                                                                        |
| 1907                                     | 1913         | Edmond Vermorelle (1861-1938) | Rad.        | Propriétaire au Vernet                                                                                      |
| 1913                                     | 1919         | Jacques Dupuy (1869-1947)     | Rad.        | Négociant, ancien adjoint au maire de Saint-Yorre                                                           |
| 1919                                     | 1931         | Jean-Baptiste Bouculat        | Rad.        | Agent d'affaires, Vice-Président de la Société de secours mutuels de la Mutualité des combattants, Vichy    |
| 1919                                     | 1937         | Jean Joseph Henry Sarrazin    | Rad.        | Industriel, propriétaire à Saint-Yorre                                                                      |
| 1931                                     | 1940         | Claudius Dupuy                | Rad.        | Premier adjoint au maire de Vichy                                                                           |
| 1937                                     | 1940         | Antonin Beauparlant           | Rad.        | Artisan menuisier, adjoint au maire d'Abrest                                                                |
| 1940                                     |              |                               |             | Les conseils d'arrondissement ont été suspendus par la loi du 12 octobre 1940 et n'ont jamais été réactivés |
| Les données manquantes sont à compléter. |              |                               |             | |

Sources : Archives départementales de l'Allier, rubrique "Presse" - https://archives.allier.fr/archives-en-ligne/presse?arko_default_63e27309704a6--ficheFocus=

## Composition
- Vichy (chef-lieu)
- Abrest
- Saint-Yorre
- Le Vernet